# Église Saint-Barthélémy de Montsapey
Pour les articles homonymes, voir Église Saint-Barthélémy.
L'église Saint-Barthélemy est une église catholique située dans la commune française de Montsapey, dans le département de la Savoie en région Rhône-Alpes. Elle est placée sous la protection de l'apôtre Barthélemy.

## Localisation
L'église est située à l'entrée de la vallée de la Maurienne, dans le département français de la Savoie, en surplomb du village de Montsapey.

## Historique
Le village de Montsapey apparait tardivement au Moyen Âge, entre le XIIe  et le  XIIIe siècle, mentionnée en 1295. Selon une convention passée entre le comte de Savoie, Amédée V, et l'évêque de Maurienne, le village est donné le 27 novembre 1306 1306 à la collégiale Sainte-Catherine de Randens. Au XVIe siècle, une église est érigée. En 1762, le village est devient une paroisse.
Le 25 octobre 1865 débutent les travaux pour l'édification d'une nouvelle église, l'ancienne étant devenue trop vétuste et impossible à restaurer,,. Elle est édifiée selon les plans de l'architecte diocésien Samuel Revel. Les travaux dirigés par l'entrepreneur Jacques Gaggione se terminent le 14 novembre 1867,,. Un abat-son est ajouté au clocher en 1868. Le financement des travaux se fait à partir « [d']impositions extraordinaires, [des] prestations volontaires des habitants, [et un] emprunt de la municipalité ». Les différents éléments du futur maître autel arrivent en train jusqu'à Randens puis sont montés par les habitants et leurs bêtes jusqu'au village. Les plafonds sont peints en 1891 par le turinois Pierre Moretti,. Le financement des peintures revient au chanoine de la Collégiale.
L'édifice est inscrit au titre des monuments historiques en 1986 et classé en 1988,,.
L'ensemble des toits (édifice et clocher) sont refaits en 1985. L'intérieur de l'église a été entièrement restaurée entre 2002 et 2003,. La commune a ensuite obtenu l'année suivante le classement à l'Inventaire supplémentaire des Monuments Historiques les éléments de l'intérieur de l'église, notamment le maître autel, les chapelles est et ouest, etc.. En 2006, l'autel de l'ancienne chapelle du Mollard est restaurée et installée dans l'église. Il est également inscrit à l'Inventaire supplémentaire des Monuments Historiques.
L'association locale Montsapey-Avenir-Patrimoine annonce un coût total des travaux entre 1985 à 2005 à environ 300 000 €.

## Description

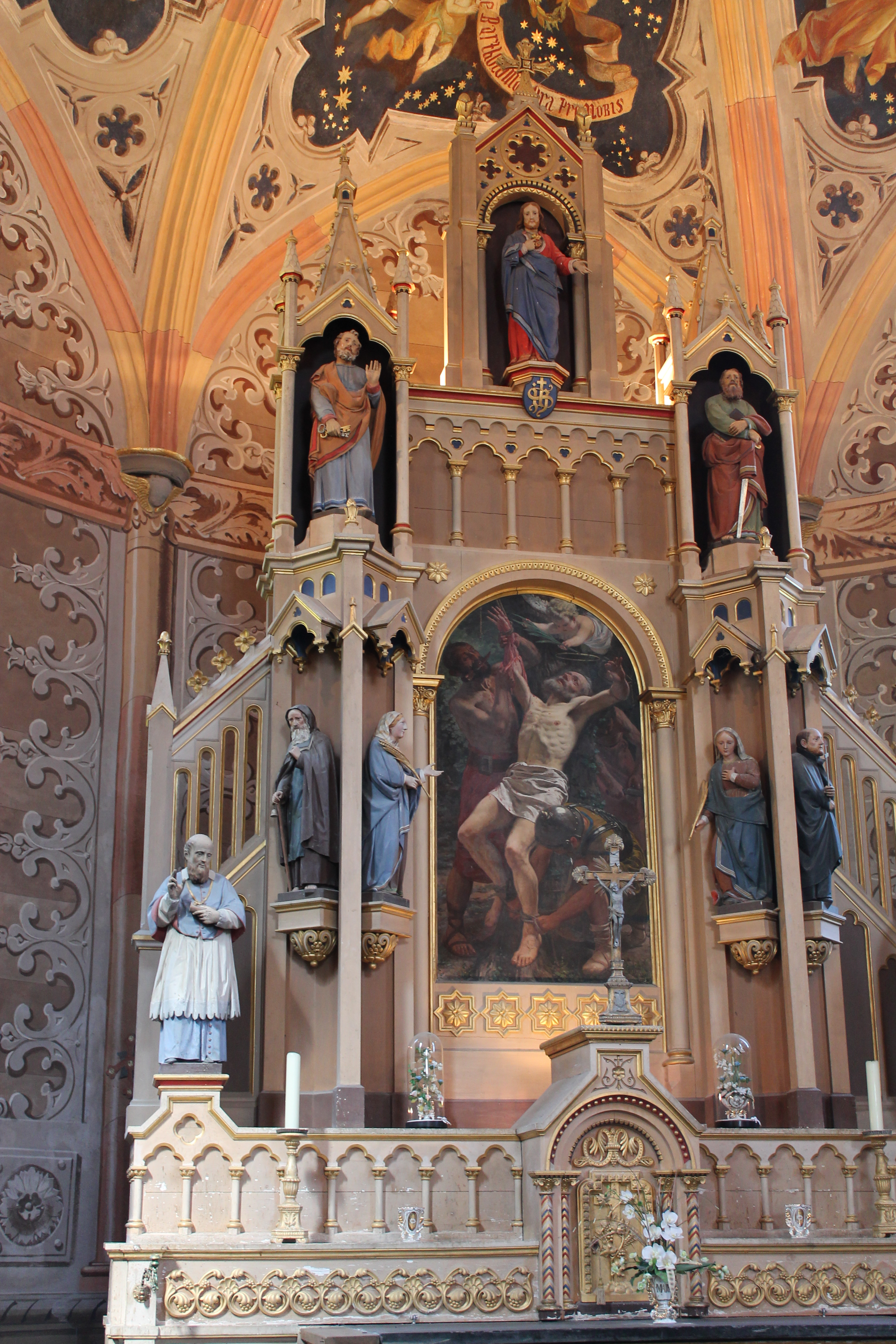
Maître autel et retable.
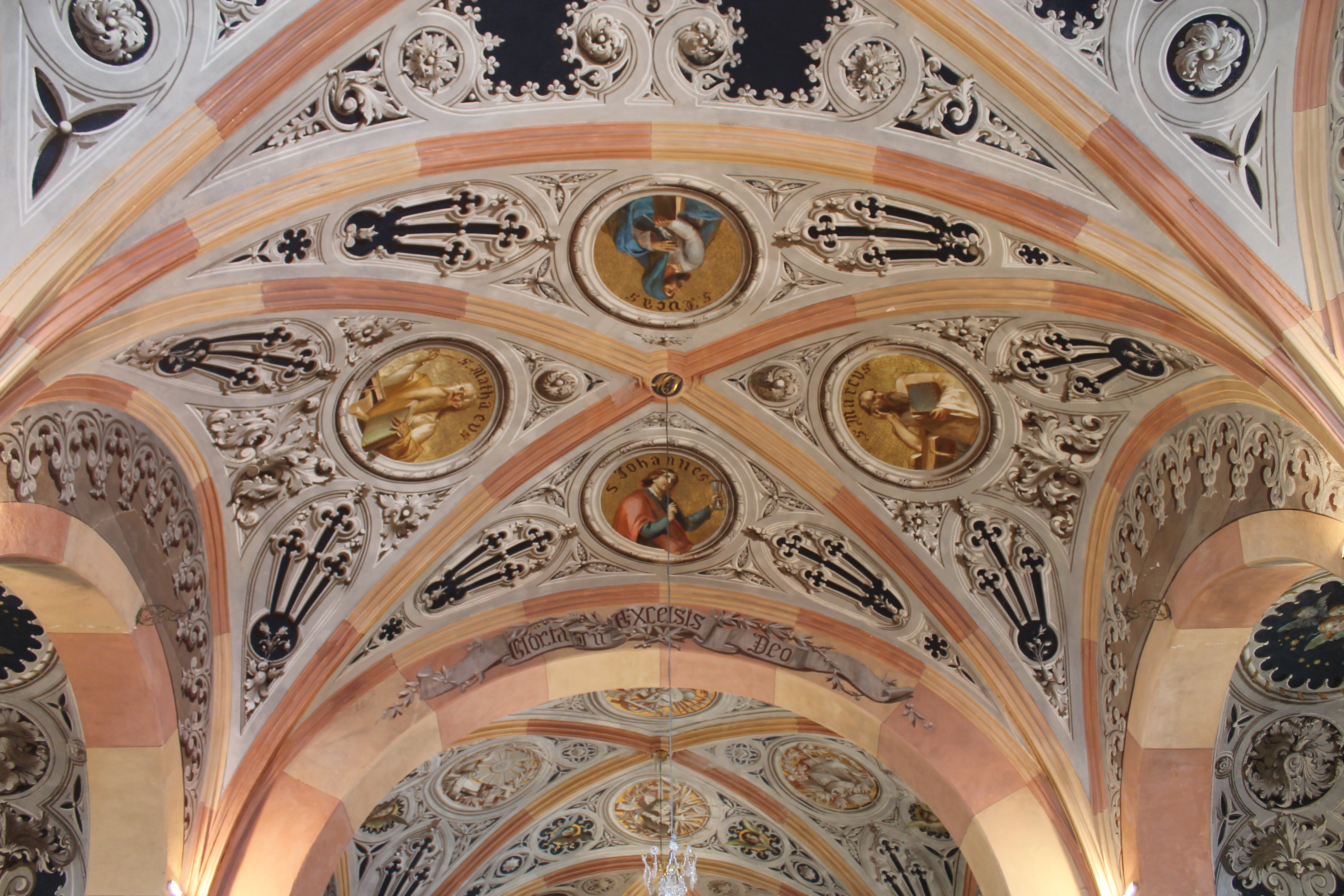
Décors intérieurs (plafonds) réalisés par le peintre italien Pierre Moretti. Trompe-l'œil style néogothique.
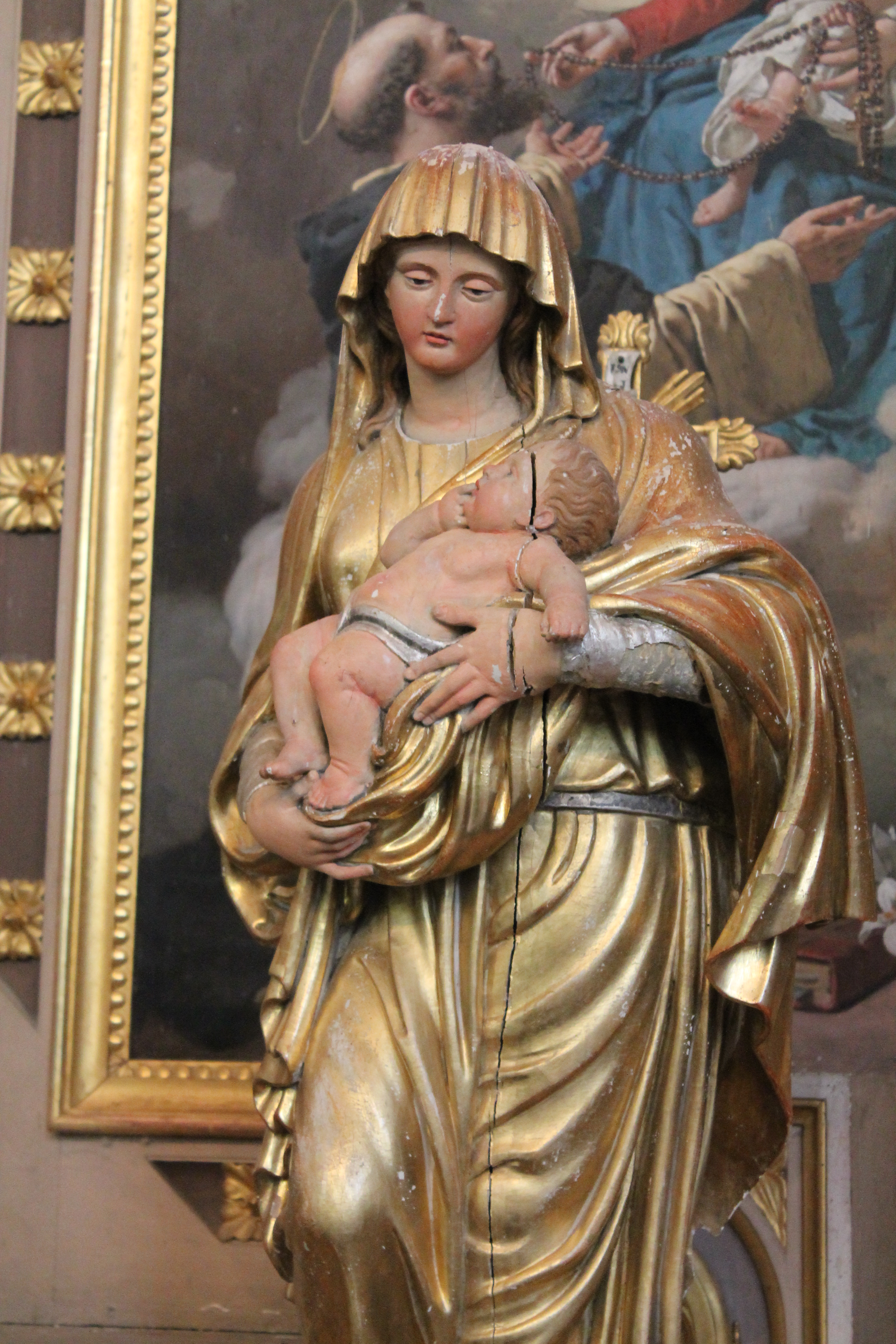
Détail de la chapelle située à l'est, sculpture d'une Vierge à l'enfant en bois polychrome.
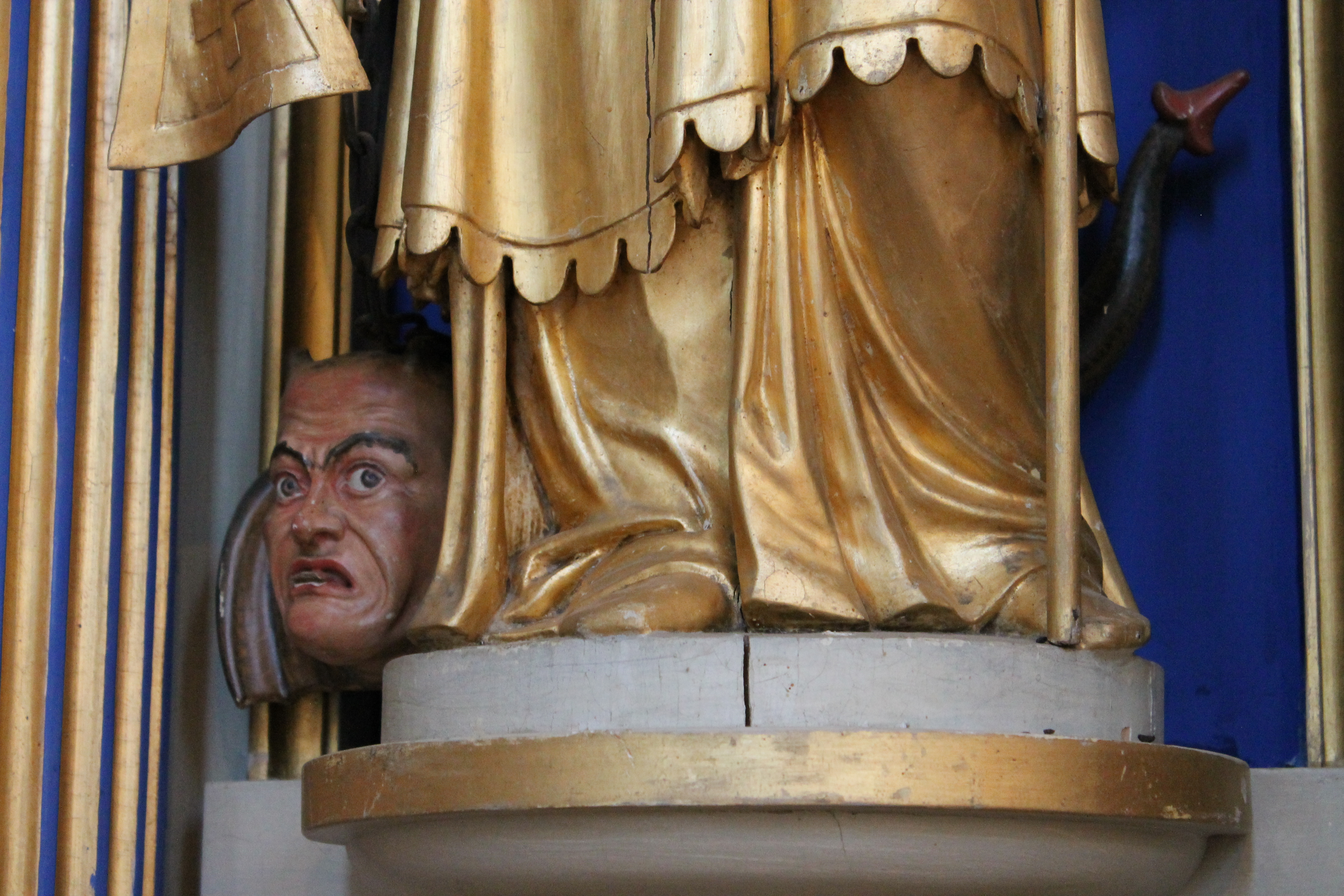
Détail d'un diable (tête et queue) au pied d'une statue.

Construite sur une forte pente, l'église possède une nef unique avec un clocher carré.
À l'intérieur, de nombreuses peintures murales néo-gothiques et Renaissance ornent les voûtes, alors qu'à l'extérieur, seule la façade a été dotée d'un portail néo-roman, d'une triple baie et d'arcatures « lombardes ».
Au fond de l'église, le maître autel en bois polychrome réalisé en 1875 comporte cinq statues (l’Espérance, la Vertu de la religion, la Foi, la Charité et le Bon Pasteur). Au-dessus, le retable est constitué d'un tableau représentant le martyre de saint Barthélémy exécuté par Pier Celestino Gilardi. Neuf sculptures de style néo-gothique l'accompagne. Ainsi, de haut en bas et de gauche à droite, on peut observer le Sacré Cœur ; saint Pierre et sain Paul ; saint Antoine, sainte Marguerite, sainte Agathe, saint François-Xavier ; saint François de Sales et saint Claude. Celles-ci ont été réalisées par les frères Alexandre et François Gilardi, installés à Saint-Jean-de-Maurienne.
Sur la gauche à l'entrée de l'église, présence d'un autel qui se trouvait dans l'ancienne chapelle du Mollard (hameau de la commune) et transféré avant la destruction de l'édifice. Outre un tableau représentant Notre Dame des sept Douleurs accompagné de deux sculptures en bois polychrome, on peut observer également une statue au pied de laquelle se trouve caché un diable.